# Mons André
Mons André – góra położona na niewidocznej stronie Księżyca, wewnątrz krateru King na zachód od Mons Ardeshir. Jej średnica to około 10 km. Nazwa, nadana w 1976 roku pochodzi od francuskiej wersji męskiego imienia Andrzej.